# Monte Butak
Monte Butak (en indonesio: Gunung Butak) es el nombre que recibe un estratovolcán en la provincia de Java Oriental en la isla de Java, en el país asiático de Indonesia. Se trata de un gran volcán, adyacente al Monte Kawi. No hay registros históricos de sus erupciones. Alcanza una altura de 2.868 metros sobre el nivel del mar.